# Episodi di The Dick Powell Show (prima stagione)
La prima stagione della serie televisiva The Dick Powell Show è andata in onda negli Stati Uniti dal 26 settembre 1961 al 1º maggio 1962 sulla NBC.
| nº | Titolo originale           | Prima TV USA      |
| -- | -------------------------- | ----------------- |
| 1  | Who Killed Julie Greer?    | 26 settembre 1961 |
| 2  | Ricochet                   | 3 ottobre 1961    |
| 3  | Killer in the House        | 10 ottobre 1961   |
| 4  | John J. Diggs              | 17 ottobre 1961   |
| 5  | Doyle Against the House    | 24 ottobre 1961   |
| 6  | Out of the Night           | 31 ottobre 1961   |
| 7  | Somebody's Waiting         | 7 novembre 1961   |
| 8  | The Geetas Box             | 14 novembre 1961  |
| 9  | Goodbye, Hannah            | 21 novembre 1961  |
| 10 | Up Jumped the Devil        | 28 novembre 1961  |
| 11 | Three Soldiers             | 5 dicembre 1961   |
| 12 | A Swiss Affair             | 12 dicembre 1961  |
| 13 | The Fifth Caller           | 19 dicembre 1961  |
| 14 | Open Season                | 26 dicembre 1961  |
| 15 | Death in a Village         | 2 gennaio 1962    |
| 16 | A Time to Die              | 9 gennaio 1962    |
| 17 | Price of Tomatoes          | 16 gennaio 1962   |
| 18 | Obituary for Mr. X         | 23 gennaio 1962   |
| 19 | Squadron                   | 30 gennaio 1962   |
| 20 | The Prison                 | 6 febbraio 1962   |
| 21 | Seeds of April             | 13 febbraio 1962  |
| 22 | The Legend                 | 20 febbraio 1962  |
| 23 | The Hook                   | 6 marzo 1962      |
| 24 | View from the Eiffel Tower | 13 marzo 1962     |
| 25 | 330 Independence S.W.      | 20 marzo 1962     |
| 26 | The Clocks                 | 27 marzo 1962     |
| 27 | Safari                     | 27 marzo 1962     |
| 28 | The Boston Terrier         | 10 aprile 1962    |
| 29 | No Strings Attached        | 24 aprile 1962    |
| 30 | Savage Sunday              | 1º maggio 1962    |

## Who Killed Julie Greer?
- Prima televisiva: 26 settembre 1961

### Trama
- Guest star: Joan Staley (Ann Farmer), Elaine Devry (Miss Lawrence), Alvy Moore (reporter), Leon Lontoc (Henry), Dick Powell (se stesso  - presentatore / Inspector Amos Burke), Nick Adams (George Townsend), Ralph Bellamy (giudice Hansen), Edgar Bergen (dottor Coombs), Lloyd Bridges (Joe Montana), Jack Carson (Fairchild), Carolyn Jones (Julie Greer), Ronald Reagan (Rex Kent), Mickey Rooney (Mike Zampini), Kay Thompson (Mrs. Pierce), Dean Jones (detective Phil Winslow), Edward Platt (detective Joe Nolan), Will J. White (Langsner), John Damler (Lester Hart), Robert Burton (poliziotto)

## Ricochet
- Prima televisiva: 3 ottobre 1961

### Trama
- Guest star: John Mauldin (Turner), Robert F. Simon (colonnello), William Boyett (Company Clerk), John Harmon, Bea Shaw (Thelma), Van Heflin (sergente Paul Maxon), John Doucette (sergente Al Graff), John Alderman (Marner), Ellen Burstyn (Rose Maxon), John Davis Chandler (Kelso), Joe Quinn (sergente)

## Killer in the House
- Prima televisiva: 10 ottobre 1961

### Trama
- Guest star: Don Kennedy (Devers), K.L. Smith (Ballard), Peter Hornsby (Smitty), Ronald Starr (Rider), Edmond O'Brien (Sid Williams), Earl Holliman (Paul Williams), Wallace Ford (giudice), Claire Griswold (Karen Williams), Robert J. Wilke (Bill Mason), Larry Thor (Sinskey)

## John J. Diggs
- Prima televisiva: 17 ottobre 1961

### Trama
- Guest star: Jose Gonzales-Gonzales (Gold Tooth), Roberto Contreras (Reyes), Richard Boyer (barista), Joe Higgins (Choto), Dick Powell (se stesso  - presentatore / John J. Diggs), Rhonda Fleming (Margo Haley), Jack Kruschen (Joe Bronik), True Ellison (Pam), Laurie Mitchell (Blonde), Michael Parks (Jack), Anthony D. Call (Eddie), Wilton Graff (Winston Gillespie), Alejandro Rey (Ramon), Harold Fong (Cook)

## Doyle Against the House
- Prima televisiva: 24 ottobre 1961

### Trama
- Guest star: Bob Harris (Spelling), Jerry Summers (Nelson), Mary LeBow (Nikki), Josip Elic (Gunsel), Milton Berle (Eddie Doyle), Jan Sterling (Chris), Bert Freed (Paul Sander), Ludwig Donath (Victor), Gavin MacLeod (Arnie), Tony Barr (Lew Purcell), Jennifer Gillespie (Sandy), Joey Faye (Charlie), Herbie Faye (Stanley), Patty Hobbs (Pretty Girl)

## Out of the Night
- Prima televisiva: 31 ottobre 1961

### Trama
- Guest star: Mario Siletti (Gino Gentile), Vito Scotti (Dolpho), Paul Mantee (tenente Baird), Stafford Repp (B.J. Mauradian), Dick Powell (se stesso  - presentatore / Collin Shatner), Charles McGraw (vecchio), Ziva Rodann (Francesca), John Van Dreelen (Juliano), Rosemarie Stack (Betty), Martin Brandt (capitano Dichter), Walter Mathews (maggiore Wiley), Anna Bruno-Lena, Oreste Seragnoli (Leonardo)

## Somebody's Waiting
- Prima televisiva: 7 novembre 1961

### Trama
- Guest star: John Zaremba, Malcolm Atterbury, Warren Oates (Bruno), Leonard Stone (Simpson), Paul Mazursky (Alvin), David Winters (Richie), Mickey Rooney (Augie Miller), Susan Oliver (Carla Wycoff), Tige Andrews (Paul Manzuk), Michael Fox, Sally Hughes

## The Geetas Box
- Prima televisiva: 14 novembre 1961

### Trama
- Guest star: Maggie Pierce (Helen), Dean Stockwell (Joe Geary), Robert Carson, Sarah Selby (Mrs. Collins), Whit Bissell (Sims), Cliff Robertson (Danny Langdon), Charles Bickford (Emmet Peabody), Frank Albertson (Collins)

## Goodbye, Hannah
- Prima televisiva: 21 novembre 1961

### Trama
- Guest star: Alan Reynolds (Sam), Addison Richards (William Stevens), Sam Edwards (uomo), Amzie Strickland (Mrs. Mason), Dick Powell (se stesso  - presentatore / Lt. Smith), Carolyn Jones (Hannah Cole), William Berger (John King), Hugh Sanders (capitano Myers), Ruby Dandridge (Margaret)

## Up Jumped the Devil
- Prima televisiva: 28 novembre 1961

### Trama
- Guest star: Larry J. Blake (Manager), Frank Wilcox (Ted Becker), Sam Flint (dottor King), Jana Lund (cassiere), Hugh O'Brian (Jack Farmer), Otto Kruger (Chandler Hanford), Josephine Hutchinson (Mrs. Hanford), Lili Kardell (Fay), Ted Stanhope, Jean Paul King (Walter Lewis)

## Three Soldiers
- Prima televisiva: 5 dicembre 1961

### Trama
- Guest star: Clegg Hoyt (Siletzky), George Davis (Concierge), Arthur Malet (Thief), Barry Brooks (Lance Corporal), James Donald (maggiore Frazer), Robert Webber (Corp. Stone), Telly Savalas (sergente Marius), Lisa Lu (prigioniero), Muriel Landers (Suzanne), Jeanne Carmen (Nikki), Gregg Martell (Thief)

## A Swiss Affair
- Prima televisiva: 12 dicembre 1961

### Trama
- Guest star: Joe Higgins (proprietario del Caffè), Nolan Leary (dottore), Jean Del Val (French Police Inspector), Leslie Denison (Malcolm Critchton), Dick Powell (se stesso  - presentatore / William Gannon), Hazel Court (Hillary Wade), Cecil Kellaway (Harry Burton Wilkins), Marcel Hillaire (Maurice Duveaux), Jon Silo (conducente), Charles H. Radilak (Conrad Reicher), Harold Dyrenforth (Manager), Edgar Barrier (Mr. Popin), Ray Kellogg (Hans)

## The Fifth Caller
- Prima televisiva: 19 dicembre 1961

### Trama
- Guest star: James Wixted (Timothy Waters), Tom Conway (Byron Davies), Francis Bethencourt (Paul Kramer), Laurie Main (Harold Elrod), Michael Rennie (ispettore Marshall), Eva Gabor (Anna Bardessy), Elsa Lanchester (Naomi Griswald), George Macready (dottor Huntziger), Sean McClory (sergente Lansing), Mabel Albertson (dottor Whitehall), Brendan Dillon (Mr. Granger)

## Open Season
- Prima televisiva: 26 dicembre 1961

### Trama
- Guest star: Pedro Gonzalez Gonzalez (conducente), Sidney Clute (Leo), Charles Horvath (Benny), Chuck Hayward (Julio), Dorothy Malone (Elena Shay), Dennis O'Keefe (Pete Flannery), Paul Richards (Devery Shay), Thomas Gomez (Dominik), Paul Birch (Mark Holly), Joseph Ruskin (Vic), Jack Richardson (Alda)

## Death in a Village
- Prima televisiva: 2 gennaio 1962

### Trama
- Guest star: Carlos Rivero (Caracal), Alejandro Rey (Isidro), Rumen Romeno (Ramon), Gilbert Roland (Padre Enrique Ciego), Iphigenie Castiglioni (Kati), Gale Garnett (Paca), Thomas Gomez (Antonio), Nehemiah Persoff (El Valiente), Vladimir Sokoloff (Marco)

## A Time to Die
- Prima televisiva: 9 gennaio 1962

### Trama
- Guest star: Larry J. Blake (Lou Kallen), Monica Keating (infermiera), Art Lewis (Charlie), Lou Krugman (Moishi Abrams), Dick Powell (se stesso  - presentatore / Burton Stevens), June Allyson (Julie Stevens), Edgar Bergen (dottor Samuels), John Saxon (Nick Giller), Ernest Truex (dottor Davids), Tuesday Weld (Leslie Clark), Andy Williams (Mike Nelson), Dick Powell Jr. (Chris Stevens), Pamela Powell (Pam - Teen-age Fan), Donald Foster (dottor Norman), Tom Kennedy (poliziotto)

## Price of Tomatoes
- Prima televisiva: 16 gennaio 1962

### Trama
- Guest star: Merritt Bohn (Michaels), Milt Kogan (Jerry Sindell), Hank Weaver (Casey), Alejandro Rey (Perez), Peter Falk (Dimitre Fresco), Inger Stevens (Anna Beza), William Challee (dottor Clement Connell), Robert F. Hoy, Bob Kelljan, Nancy Millard

## Obituary for Mr. X
- Prima televisiva: 23 gennaio 1962

### Trama
- Guest star: Jess Kirkpatrick, Bill Mumy, Dina Merrill (Carol Manson), Gary Merrill (Harry Sellers), John Ireland (Earl Green), Nancy Davis (Flora Roberts), Steve Cochran (Obie Roberts), Eduard Franz, Stafford Repp, Monica Keating, Robert R. Stephenson

## Squadron
- Prima televisiva: 30 gennaio 1962

### Trama
- Guest star: Bruce Dern (Deering), Joe Turkel (Krackauer), Michael Parks (Newton), Sammy Jackson (Cipriano), Dick Powell (se stesso  - presentatore / Col. Luke Harper), Pat Conway (tenente Bert Evans), Joanna Moore (Jeanne Lauring), Herschel Bernardi (maggiore Abrams), Noah Keen (generale Dudley), Linden Chiles (tenente Lassiter), Bob Kelljan (Goldberg), Berkeley Harris (Bleaker), Jim Sweeney (Scotty)

## The Prison
- Prima televisiva: 6 febbraio 1962

### Trama
- Guest star: John Abbott (colonnello Cassell), Theodore Bikel (capitano Bellini), Alan Caillou (Naval Officer), John Gabriel (tenente Buka), Charles Boyer (Andreas), William Kendis (Petty Officer)

## Seeds of April
- Prima televisiva: 13 febbraio 1962

### Trama
- Guest star: Holly Bane, Berkeley Harris, Beverly Garland (Alma Parsons), Nina Foch (Ginny Thatcher), Ed Kemmer (Peter Brett), Keenan Wynn (tenente Sam Barrett), Gene Barry (Robert Thatcher), Parley Baer, Nora Marlowe, Robert Foulk, Don Rickles (lettore notiziario)

## The Legend
- Prima televisiva: 20 febbraio 1962

### Trama
- Guest star: Joseph Ruskin (Hood), James Waters (Nick Osborne), Lou Krugman (Manager), Michael Fox (Attorney), Dick Powell (se stesso  - presentatore / Dave Bannon), Sammy Davis Jr. (Gabe Masters), Everett Sloane (Charlie Becker), Lawrence Dobkin (Ernie Webb), Robert F. Simon (Ben Hagen), Walter Sande (Al Cooper), Gloria Jean (Ellen Ryan), Alan Reynolds (Manning)

## The Hook
- Prima televisiva: 6 marzo 1962

### Trama
- Guest star: Baynes Barron, Ralph Moody, Joan Taylor (Maggie), David Lewis (Sam Alfred), Ted de Corsia (Warden), Anthony Caruso (tenente Gonzales), Robert Loggia (Collin Maese), Ray Danton (Magnus Repp), Ed Begley (MacThane), Al Ruscio, Thomas Browne Henry, Michael Fox, Peter Mamakos, Jean Allison, Frank Wilcox, Dennis Cross, Joe Higgins, Charles Tannen

## View from the Eiffel Tower
- Prima televisiva: 13 marzo 1962

### Trama
- Guest star: David Janti (giovanotto), Max Dommar (giovanotto), Diane Strom (hostess), Danielle Aubry (ragazza), Dick Powell (se stesso  - presentatore / Vincent Powers), Jane Powell (Alice Wood), Akim Tamiroff (ispettore Boulanger), Bella Darvi (Renee), Steven Geray (Jacques), Oscar Beregi Jr. (Paul Ahmer), Émile Genest (Salan), Jenö Mate (Simon)

## 330 Independence S.W.
- Prima televisiva: 20 marzo 1962

### Trama
- Guest star: Les Damon (Mr. Somers), Ed Kemmer (Mac), Norman Alden (Gooby), Adrienne Ellis (Connie), William Bendix (Guts Finney), David McLean (Jim Corcoran), Julie Adams (Robin), Bert Freed (Joe Vista), Alan Reed Jr. (Guy Vista), Yale Summers (Jeff), Michael Harvey (Bill)

## The Clocks
- Prima televisiva: 27 marzo 1962

### Trama
- Guest star: Celia Lovsky (Maria), John Wengraf (Werner), Harry Worth (Kurt Bauman), Addison Richards, Nan Peterson (Miss Madison), Joan Fontaine (Valerie Baumer), David Farrar (dottor Leonard Waugh), Wayne Rogers (John Bowers), Charles Drake (Larry Kester), Anna Bruno-Lena

## Safari
- Prima televisiva: 27 marzo 1962

### Trama
- Guest star: Felix Reinsch (Kurt), Otto Reichow (tenente Gluck), Karl Swenson (Lang), Ronald Starr (tenente Reidl), Glynis Johns (Rosie Sayer), James Coburn (Charlie Allnut), Juano Hernández (Poku), Parley Baer (tenente Hockberg), John Banner (Vandever), Oscar Beregi Jr. (capitano Kramer), Ellen Corby (Mrs. Butterworth), Jenö Mate (Jean), Jay Novello (Phillipe), Albert Szabo (tenente Schloss)

## The Boston Terrier
- Prima televisiva: 10 aprile 1962

### Trama
- Guest star: Charles Seel (Curator), Ian Wolfe (Duckworth), Dick Crockett (Binki), Charles Horvath (Lon), Robert Vaughn (A. Dunster Lowell), Robert J. Wilke (tenente Duffy Cardoza), John McGiver (professore Mumford), Bennye Gatteys (Julia), Diana Millay (Sally Paine), John Marley (Artie Pafko), Russell Collins (Otis Coats), Douglas Dick (Robert Paine), Richard Deacon (John Fiske), Hal K. Dawson (Percy)

## No Strings Attached
- Prima televisiva: 24 aprile 1962

### Trama
- Guest star: Don Beddoe (giudice Bender), Percy Helton (Janitor), Martin Walker (Hood), George Petrie (Bunny's Attorney), Dick Powell (se stesso  - presentatore / Mike Scott), Angie Dickinson (Judy Maxwell), Mamie Van Doren (Penny Nickels), Barbara Nichols (Bunny Easter), Robert Strauss (Danny Cannon), John Litel (Floyd Maxwell), Leo Gorcey (Billy Vale), Herbie Faye (cameriere), Buddy Lewis (Andy Dugan), Amzie Strickland (Miss Talbot), Paul Smith (George), Sid Curtis (Hood)

## Savage Sunday
- Prima televisiva: 1º maggio 1962

### Trama
- Guest star: Alan Hopkins, Mark Slade, Russell Thorson (Albert King), Ann Blyth (Lizzie Hogan), Robert F. Simon, Burt Brinckerhoff, Carolyn Kearney (Marlee Ledbetter), John Larkin (Mark Grainger), Nick Adams (Nick Phillips), Ben Piazza, Mark Rydell, Bert Remsen